# NGC 5481
NGC 5481 (другие обозначения — UGC 9029, MCG 9-23-36, ZWG 272.28, KCPG 416B, PGC 50331) — эллиптическая галактика (E) в созвездии Волопас.
Этот объект входит в число перечисленных в оригинальной редакции «Нового общего каталога».